# Santiago de Querétaro
Santiago de Querétaro (röviden Querétaro) a mexikói Querétaro állam fővárosa és legnépesebb városa. Történelmi belvárosának műemlékeit az UNESCO 1996-ban a világörökség részévé nyilvánította. Egy 2013-as országos felmérés szerint egész Mexikóban Santiago de Querétaro a legélhetőbb város, itt a legmagasabb az életszínvonal.

## Földrajz

### Fekvése
Santiago de Querétaro az ország közepén, Querétaro állam délnyugati részén fekszik a Vulkáni-kereszthegység és a Mexikói-fennsík találkozásának közelében. A város a tenger szintje felett mintegy 1800–1900 méterrel terül el, a tőle északra fekvő hegyek majdnem 1000 m-rel magasabbak ennél. A belterületen folyik keresztül keletről nyugati irányban a környék egyetlen állandó folyója, a Querétaro.

### Éghajlat
A város éghajlata meleg, de nem rendkívül forró: bár november és december kivételével minden hónapban mértek már 30 °C feletti hőmérsékletet, a 38 °C-ot még sosem haladta meg a forróság. A havi átlagos hőmérsékletek a januári 15,1 és a májusi 22,5 fok között változnak. A fagy rendkívül ritka, de előfordult már. Az évi átlagosan 528 mm csapadék időbeli eloszlása nagyon egyenetlen: a júniustól szeptemberig tartó időszak alatt hull az éves mennyiség több mint 70%-a.
| Hónap                                   | Jan. | Feb. | Már. | Ápr. | Máj. | Jún. | Júl. | Aug. | Szep. | Okt. | Nov. | Dec. | Év   |
| --------------------------------------- | ---- | ---- | ---- | ---- | ---- | ---- | ---- | ---- | ----- | ---- | ---- | ---- | ---- |
| Rekord max. hőmérséklet (°C)            | 35,2 | 30,0 | 33,4 | 37,0 | 36,8 | 35,5 | 32,5 | 31,3 | 30,5  | 32,0 | 29,6 | 28,6 | 37,0 |
| Átlagos max. hőmérséklet (°C)           | 23,0 | 24,6 | 27,6 | 29,5 | 30,7 | 29,2 | 26,9 | 26,8 | 25,7  | 25,9 | 24,9 | 23,5 | 26,5 |
| Átlaghőmérséklet (°C)                   | 15,1 | 16,2 | 18,7 | 20,7 | 22,5 | 21,9 | 20,4 | 20,3 | 19,5  | 18,6 | 16,9 | 15,5 | 18,9 |
| Átlagos min. hőmérséklet (°C)           | 7,1  | 7,8  | 9,8  | 12,0 | 14,3 | 14,6 | 13,9 | 13,7 | 13,3  | 11,2 | 8,9  | 7,5  | 11,2 |
| Rekord min. hőmérséklet (°C)            | 1,0  | −0,4 | 1,7  | 6,7  | 8,1  | 10,2 | 9,1  | 8,6  | 5,9   | 1,8  | 0,0  | 0,4  | −0,4 |
| Átl. csapadékmennyiség (mm)             | 15   | 9    | 4    | 15   | 43   | 95   | 131  | 85   | 70    | 40   | 10   | 10   | 528  |
| Forrás: Servicio Meteorológico Nacional |      |      |      |      |      |      |      |      |       |      |      |      |      |

## Közlekedés
A város fontos közlekedési csomópont: számos állami közúton kívül áthalad rajta egész Mexikó legfontosabb útvonalai közül kettő, a 45-ös és az 57-es főút, melyek az ország belső területeit kötik össze az északi határral (a 45-ös Ciudad Juárezszel, az 57-es Piedras Negrasszal).
Querétaro nemzetközi repülőtere az Aeropuerto Intercontinental de Querétaro, mely 2004-ben vette át az addig használt  Fernando Espinosa Gutiérrez repülőtér szerepét. A városközponttól mintegy 20 km távolságban, keleti irányban helyezkedik el.

## Népesség
A város népessége folyamatosan és gyorsan növekszik, ezt szemlélteti a következő táblázat:
| Év   | Lakosság |
| ---- | -------- |
| 1990 | 385 503  |
| 1995 | 469 542  |
| 2000 | 536 463  |
| 2005 | 596 450  |
| 2010 | 626 495  |

## Története
A környéken több ezer éve megtelepedtek már ősi kultúrák, de a mai város helyén hosszabb életű települést nem alapítottak. Erre csak a spanyolok megérkezése után került sor: elsőként Hernán Pérez Bocanegra y Córdoba és otomi indián szövetségese, Conín (aki később felvette a spanyol Fernando de Tapia nevet) vette birtokba a területet, ahol 1531. június 25-én alapították meg a várost. A településtervezést 1534-ben indította meg Juan Sánchez de Alaniz.
1656-ban az akkor alkirály, Albuquerque hercege rendeletére a település városi rangot kapott és kiérdemelte a Noble y Leal Ciudad de Santiago de Querétaro (Santiago de Querétaro Nemes és Hűséges Város) címet.
Santiago de Querétarót tekinthetjük a mexikói függetlenségi háború egyik bölcsőjének: 1810-ben itt szerveztek titkos gyűléseket a függetlenségi eszme hívei, többek között Ignacio Allende, Juan Aldama, Mariano Abasolo, Joaquín Arias, Francisco Lanzagorra és José Mariano Jiménez. Szeptember elején a gyűlések azonban lelepleződtek, de a város corregidorjának (vezetőjének) felesége, Josefa Ortiz de Domínguez még időben figyelmeztette a résztvevőket a veszélyre, így el tudták kerülni a letartóztatást. Az összeesküvők Dolores városába mentek, ahol találkoztak Miguel Hidalgóval, aki szeptember 16-án a doloresi kiáltással kirobbantotta a függetlenségi felkelést.
1847-ben, amikor észak-amerikai csapatok törtek be az országba, rövid időre Querétaro lett Mexikó fővárosa, itt rendezkedett be Manuel de la Peña y Peña elnök. 1848. május 30-án de la Peña és Nicholas Trist itt írták alá a Guadalupe Hidalgó-i békét, mellyel Mexikó északi területe az USA birtokába került.

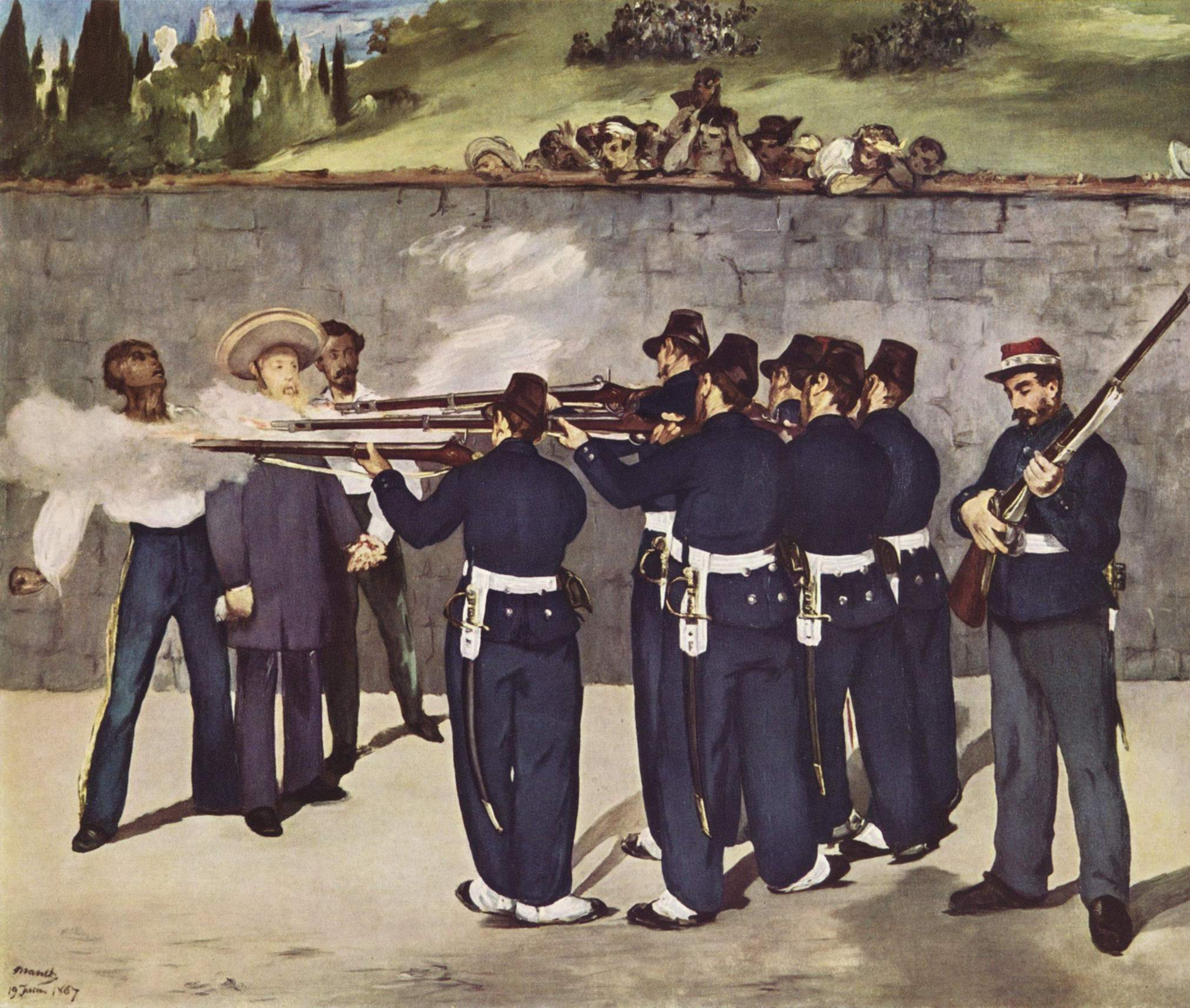
Édouard Manet: Miksa császár kivégzése

Később, 1854-ben ebben a városban hangzott el a történelem során először a mexikói himnusz. 1863–1864-ben létrejött a Querétarói egyházmegye, melynek első püspöke Bernardo Gárate López Arizmendi lett.
1867-ben Miksa császár a város közelében emelkedő Cerro de las Campanasnál csatát veszített, ellenfelei elfogták és június 19-én társaival, Miguel Miramónnal és Tomás Mejíával együtt kivégezték.
1916-ban ideiglenesen ismét Querétaro városát tették meg Mexikó fővárosává, a következő évben pedig Venustiano Carranza elnökletével a Teatro de la República színházban összeült az alkotmányozó nemzetgyűlés, hogy megreformálják az 1857-es alkotmányt: február 5-én el is fogadták az új, máig érvényes alkotmányt.
A város nagy ütemű ipari fejlődése és területi terjeszkedése 1943-ban indult el, az 1970-es években pedig újabb erőre kapott. 1986-ban a labdarúgó-világbajnokság egyik helyszíne volt a település, 1994-ben Nemzeti Turisztikai Díjjal gazdagodott, 1996-ban pedig történelmi belvárosát az UNESCO a világörökség részévé nyilvánította.

## Turizmus, látnivalók
A történelmi belvárosban számos régi épület maradt meg, melyek egy részében ma közintézmények, múzeumok, vendéglők vagy szállodák működnek. Itt található a Querétaro jelképének számító vízvezeték is: a kb. 1300 m hosszú boltíves kőépítmény a 18. század első felében készült.

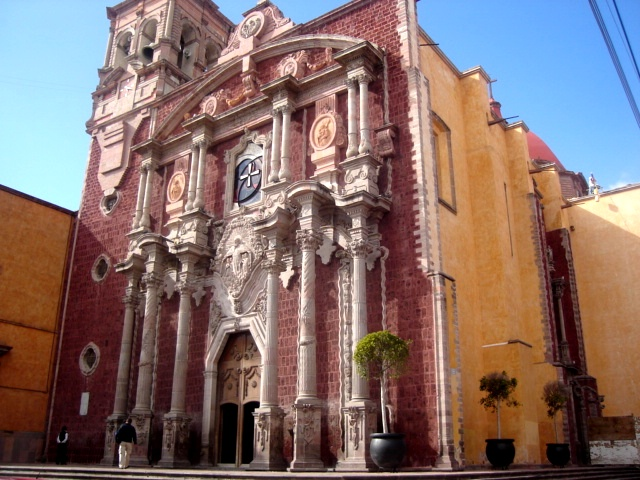
A querétarói székesegyház

A templomok, kolostorok és egyéb vallási jellegű építmények közül legkiemelkedőbbek az 1606-ban épült Real Convento de Santa Clara de Jesús, az 1614-ből származó Templo y Convento del Carmen, az 1625-ös Loyolai Szent Ignác- és Xavéri Szent Ferenc-nevelőintézet (melyet 1680 és 1755 között újjáépítettek), az 1692-es Szent Antal-templom, az 1721-es Kapucinus-templom (itt őrizték Miksa császárt kivégzése előtt) és az 1786 és 1800 között épült Néri Szent Fülöp-székesegyház.

## Sport
A város legnagyobb és legismertebb sportklubja a Querétaro Fútbol Club, legismertebb becenevén Gallos Blancos, azaz Fehér Kakasok. Az 1950-ben alapított klub jelenleg az első osztályú bajnokságban szerepel, de még soha nem szerzett sem bajnoki címet, sem kupagyőzelmet.
A csapat stadionja a 33 277 férőhelyes Estadio Corregidora, melyet 1985-ben avattak fel. A következő évben a világbajnokság 4 meccsét is ebben a létesítményben rendezték.